# صنایع ای‌ان‌اف

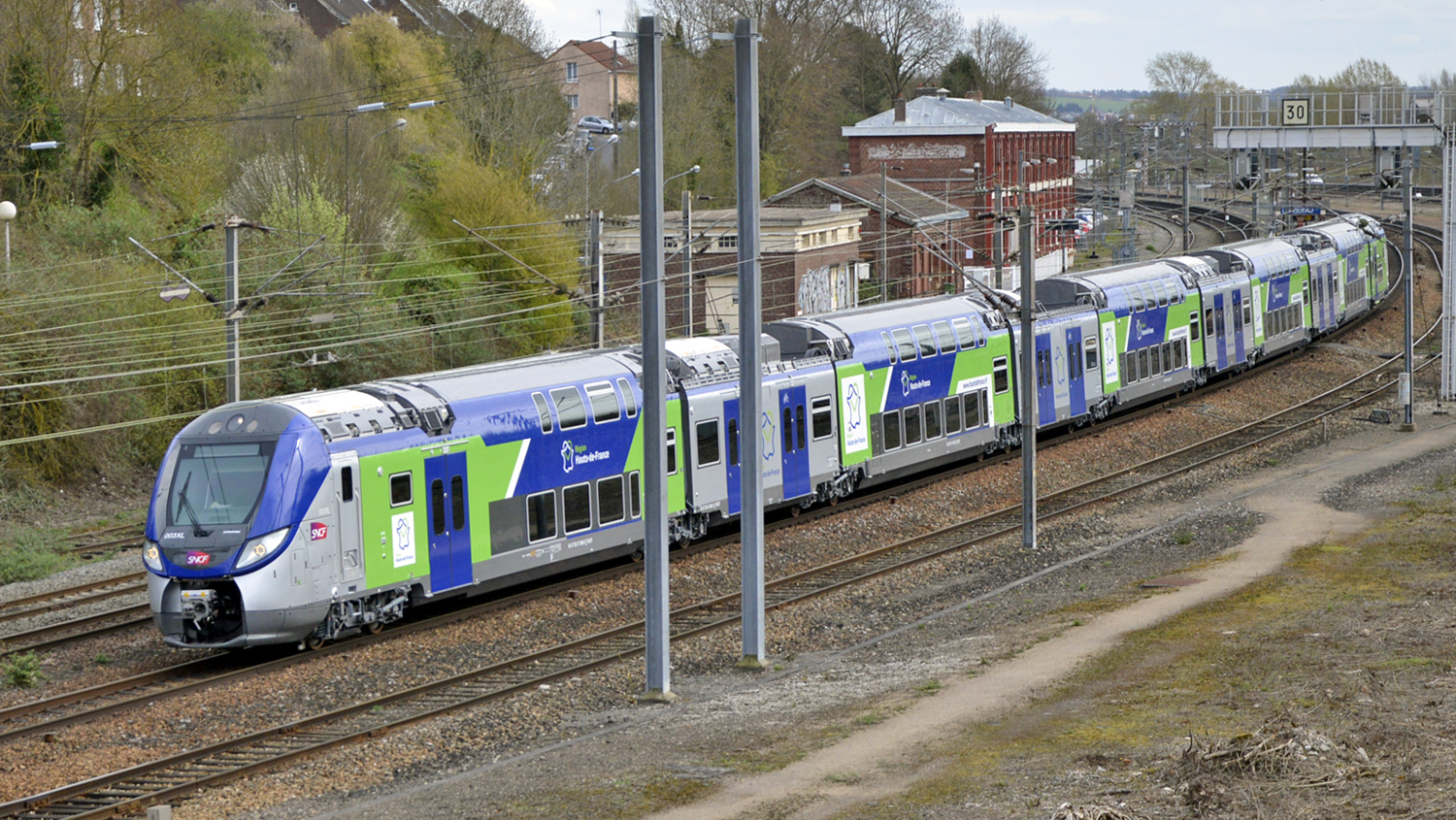
قطار تولیدی صنایع ای‌ان‌اف

صنایع ای‌ان‌اف (به انگلیسی: ANF Industrie) یک شرکت تولید کننده لوکوموتیو در فرانسه بوده است.
این شرکت که در کرسپین، نور قرار دارد در سال ۱۸۸۲ میلادی تأسیس و در سال ۱۹۸۹ منحل اعلام شده اما این شرکت توسط گروه بمباردیه خریداری شد و اتوبوس‌های ریلی شهری را تولید میکند.